# Zbigniew Pruszak
Zbigniew Pruszak (ur. 6 marca 1947 w Małej Komorzy, zm. 2 maja 2018) – polski specjalista w zakresie inżynierii morskiej strefy brzegowej i oceanografii fizycznej, profesor Instytutu Budownictwa Wodnego PAN.
Absolwent Wydziału Budownictwa Wodnego i Architektury Politechniki Gdańskiej. Od 1977 pracował w Instytucie Budownictwa Wodnego PAN, gdzie w tym samym roku obronił pracę doktorską pt. Procesy formowania się rozwoju i zanikania małych form dennych w oscylacyjnym ruchu cieczy. W 1990 habilitował się na podstawie pracy Ruch rumowiska oraz przebudowa dna morskiego w kierunku poprzecznym do brzegu. W 2000 otrzymał tytuł profesora zwyczajnego. Od 1998 był kierownikiem jego Zakładu Mechaniki i Inżynierii Brzegów. Do jego zainteresowań naukowych należały: morska inżynieria brzegowa, oceanografia fizyczna i ochrona środowiska morskiego. W 1979 wziął udział w III Polskiej Wyprawie Antarktycznej, w czasie której prowadził badania m.in. w Polskiej Stacji Antarktycznej im. Henryka Arctowskiego. Uczestniczył także w programach badawczych Instytutu Badań Morza Uniwersytetu w Hamburgu i Instytutu Mechaniki w Hanoi (w dziedzinie badań delty Rzeki Czerwonej i ochrony brzegów morskich w jej rejonie).
Należał do Gdańskiego Towarzystwa Naukowego. Zasiadał w Radzie Naukowej Instytucie Oceanologii Polskiej Akademii Nauk i Komitecie Badań Morza PAN. Był członkiem redakcji pisma Inżynieria Morska i Geotechnika oraz rady programowej czasopisma Geoinżynieria: Drogi, Mosty, Tunele. Autor lub współautor około 150 artykułów naukowych oraz 8 książek.

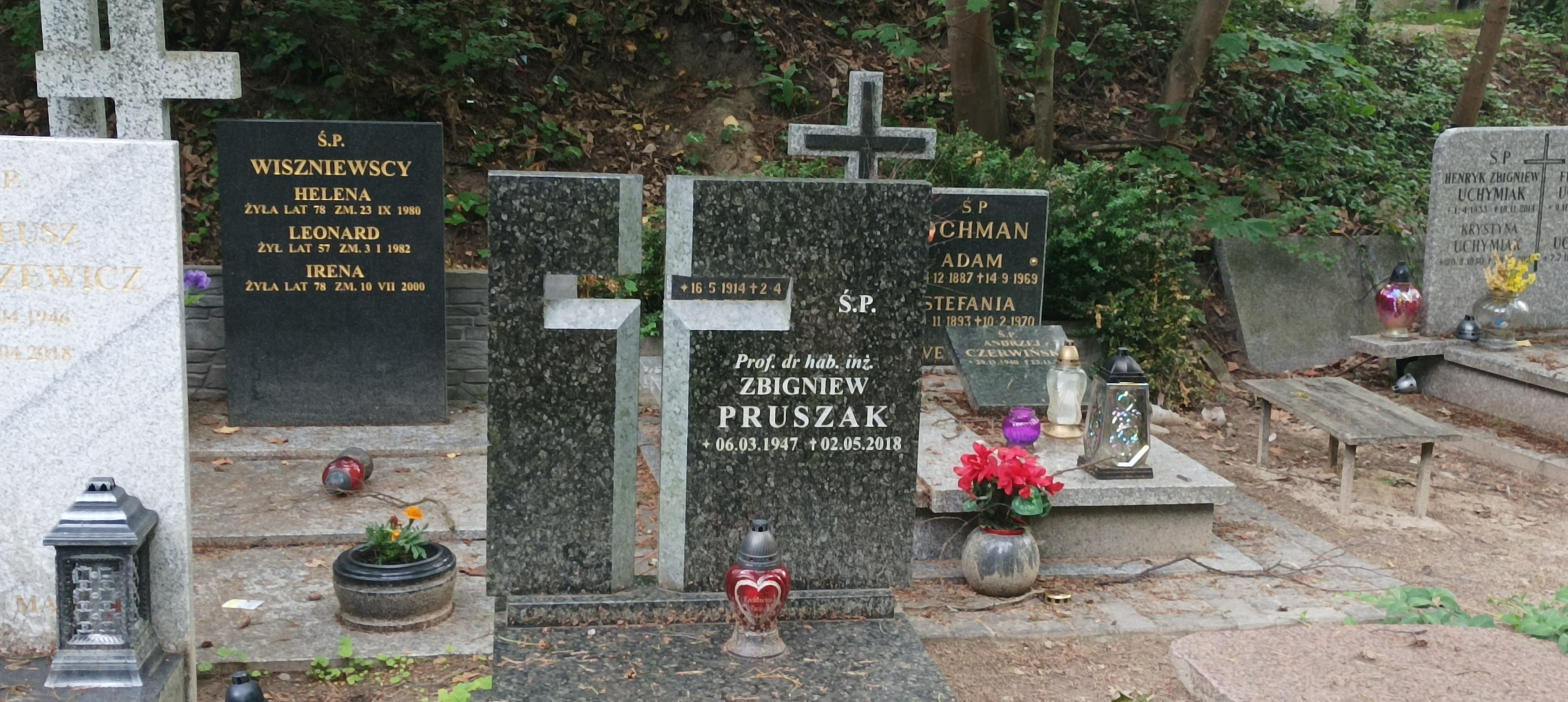
Grób prof. Zbigniewa Pruszaka na cmentarzu Srebrzysko

Pochowany na Cmentarzu Srebrzysko w Gdańsku (rejon IX-taras III-2-44).

## Nagrody i odznaczenia
- Krzyż Kawalerski Orderu Odrodzenia Polski
- Złoty Krzyż Zasługi
- nagroda naukowa Ministra Ochrony Środowiska za książkę Zasady dokumentowania geologiczno-inżynierskich warunków posadowienia obiektów budownictwa morskiego i zabezpieczeń brzegu morskiego.